# جيمس سكوت يونغ
جيمس سكوت يونغ (بالإنجليزية: James Scott Young)‏ هو محامي وقاضي أمريكي، ولد في 3 ديسمبر 1848 في بيتسبرغ في الولايات المتحدة، وتوفي في 25 فبراير 1914.